# کمپینگ

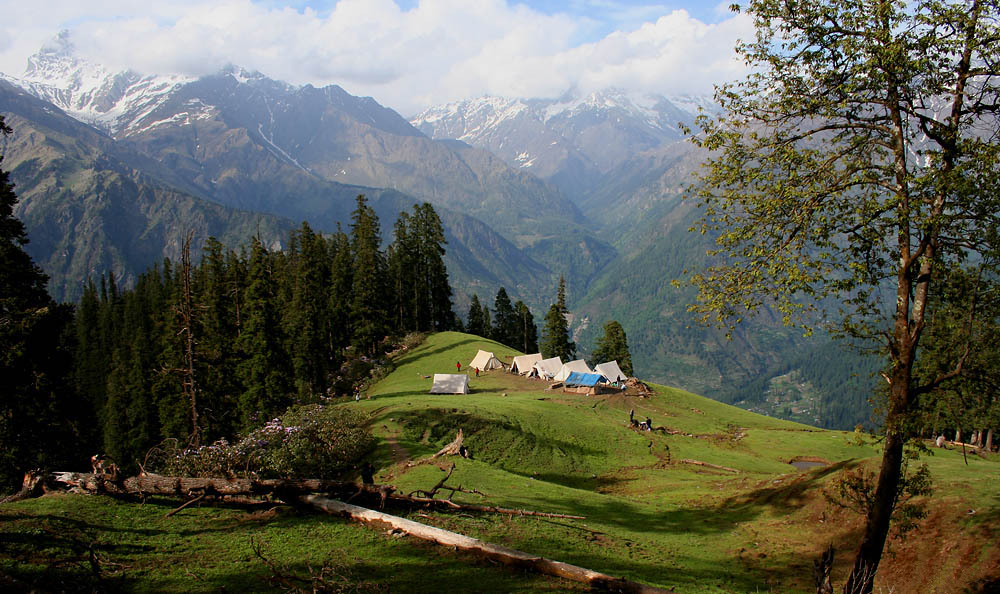
چادر زدن در هیماچال پرادش، هند

چادر زدن یا کمپینگ (به انگلیسی: Camping)، یک فعالیت تفریحی در فضای باز و انتخابی است و به‌طور کلی، شرکت کننده [یا شرکت کنندگان] با هدف ترک مناطق توسعه‌یافته به صرف گذراندن زمان‌های شادی‌آفرین در بیرون از منزل، به دامان طبیعت و نقاط بکر پناه می‌برند. هدف اصلی از کمپینگ، تنها لذت بردن از طبیعت است.
گاهی و در برخی فرهنگ‌ها از آن به عنوان اردو نام برده می‌شود. مثال‌های همچون اردو یا پیک‌نیک و امثال آنها با واژهٔ چادر زدن در یک رسالت کلی فرق دارد و آن هم این است که چادر زدن را بسته به مکان تقریباً می‌توان در هر چهار فصل سال برپا ساخت. چادر زدن ممکن است در هوای آزاد برپا شود یا موارد دیگر از جمله چادر یا کاروان، در سدهٔ جدید نوعی چادر زدن لوکس و اشرافی شکل گرفت که گاهی از آن به عنوان سافاری یاد می‌شود، چرا که هدف اصلی و عمدهٔ برپاسازی آن مناطق مختلف آفریقا بود، چادر زدن به عنوان یک فعالیت تفریحی در میان نخبگان در اوایل سدهٔ بیستم محبوب شد، با گذشت زمان بحث آن توجه بیشتری به خود جلب کرد و کمی بزرگتر و دموکراتیک‌تر و متنوع شد. در همان زمان، چند رسالت کلی با کمپین عجین گردید. اینکه عمدهٔ ماهیت چادر زدن کار گروهی است و دوم اینکه نیاز تام و مبرم کمپینگ‌ها چیزی نبود به جز مناطق بکر و دست‌نخورده طبیعی از جمله ذخیره‌گاه زیست‌کره و مناطق حفاظت شده حیات وحش، تالاب‌ها، رودخانه‌ها و ..

## نگارخانه

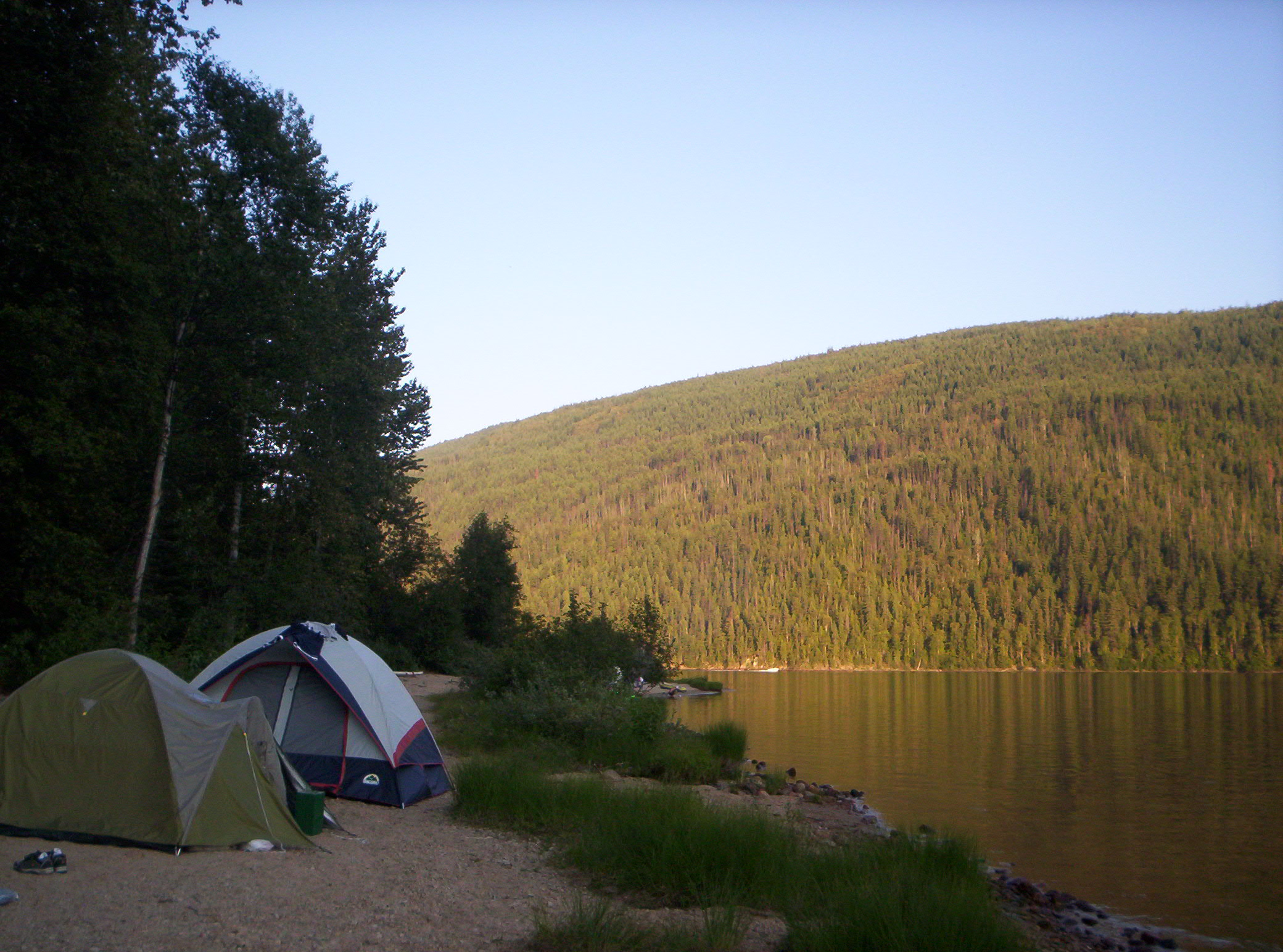
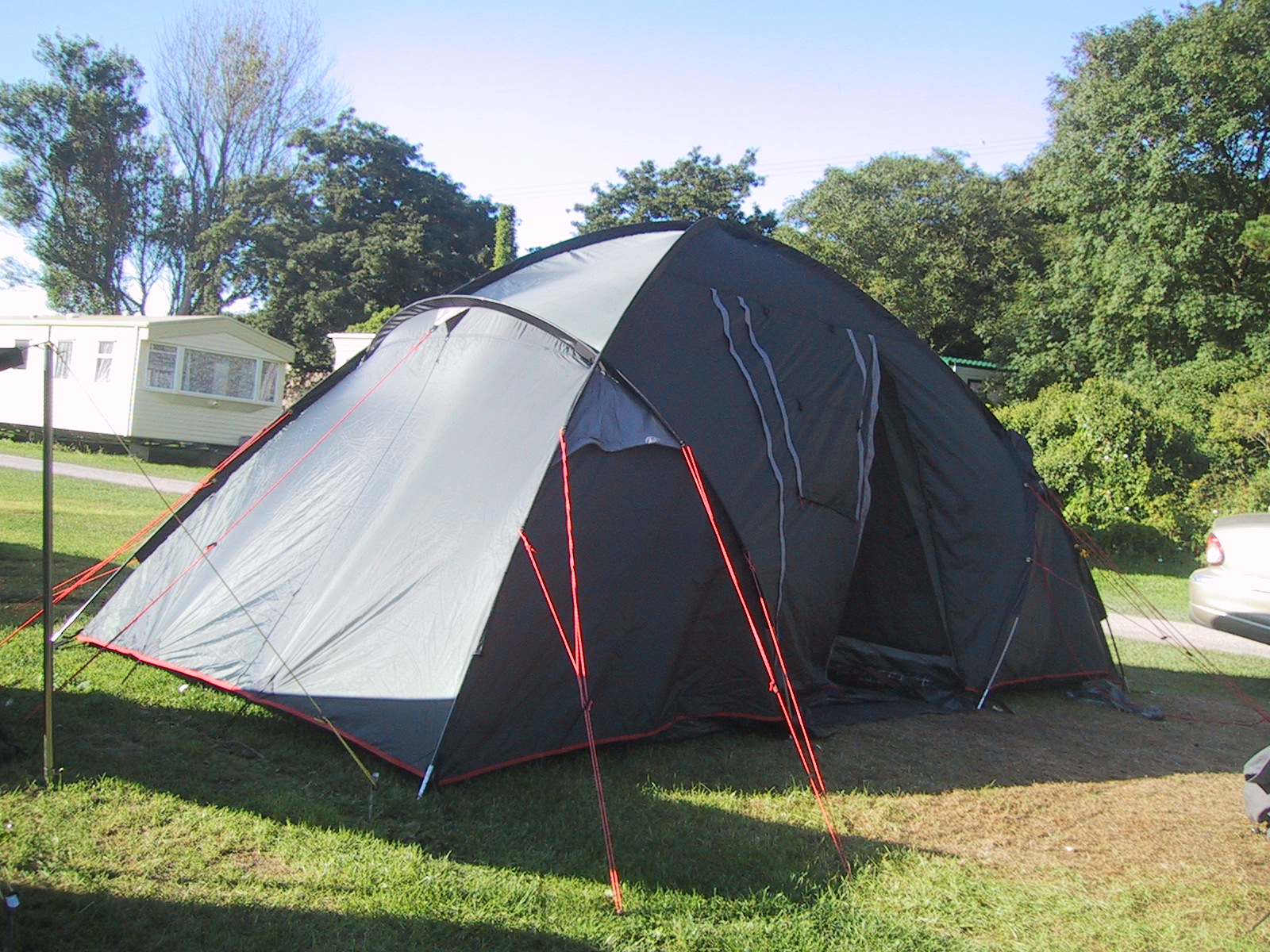
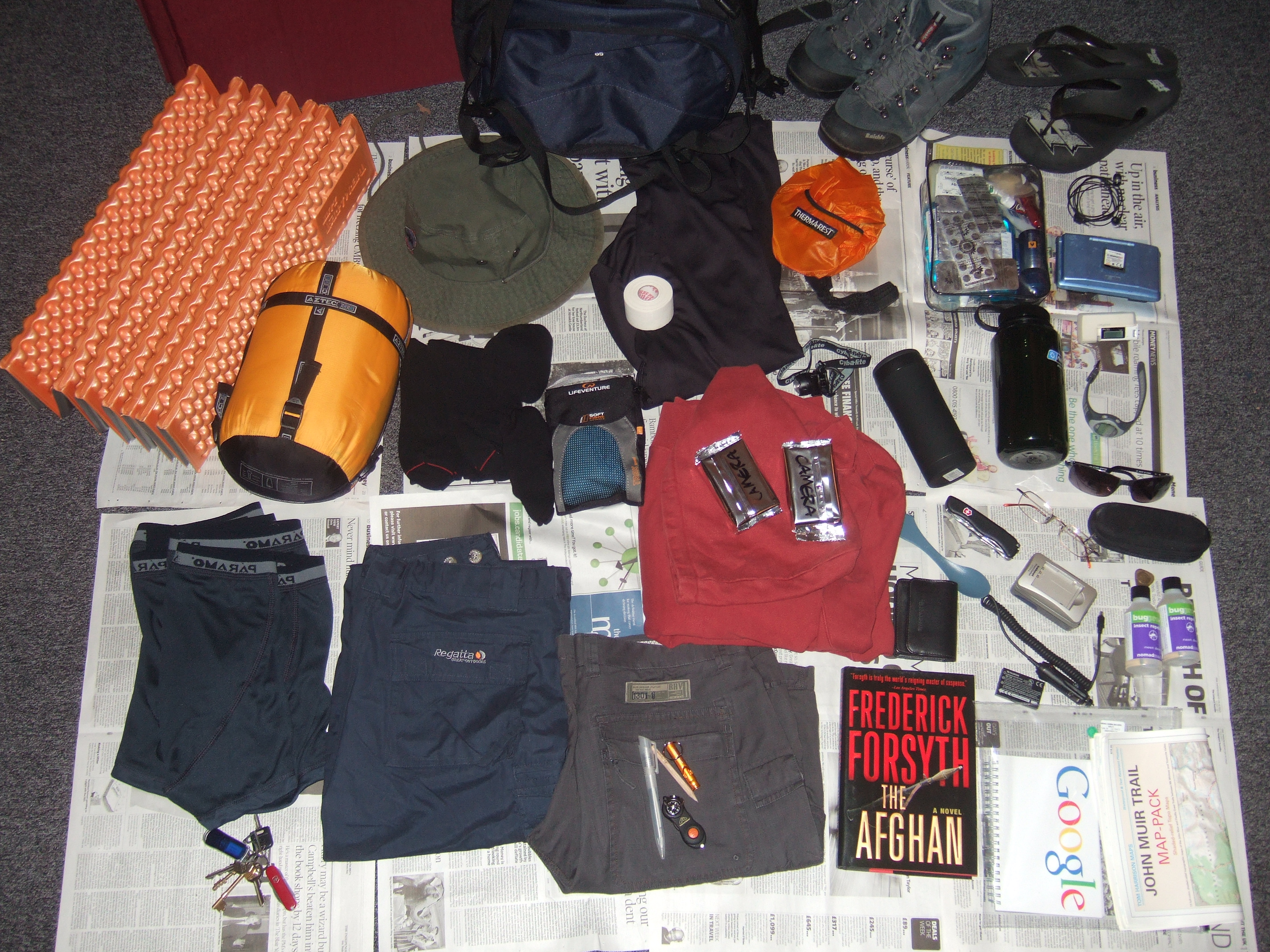